# Mohamed Bouzid
Mohamed Bouzid, né le 12 décembre 1929 à Lakhdaria (près de Bouira, en Algérie) et mort à Paris 18e le 24 juin 2014,, est un peintre et graveur algérien.

## Biographie
Mohamed Bouzid est fils d'instituteur et membre d'une famille de 8 enfants, dont Tayeb Bouzid ancien directeur général du gouvernement Boumediene. Après des études à l'école normale de Bouzareah de 1946 à 1950 où il ressort major de promo, Mohamed Bouzid est instituteur jusqu'en 1955 puis reçoit une bourse d'études de l'institut Lourmarin. Il est ensuite pensionnaire de la Casa de Velázquez en 1959.
Rentré en Algérie en 1962, à Lakhdaria puis à Alger, Mohamed Bouzid est conseiller culturel auprès de Malek Haddad et réalise le sceau et les armoiries de la République algérienne en 1963. Il participe en 1963 à l'exposition Peintres algériens. L'exposition réunit des peintures d'Aksouh, Baya, Hacène Benaboura, Benanteur, Bouzid, Guermaz, Issiakhem, Khadda, Azouaou Mammeri, Mesli, Martinez, Mohamed Racim, Bachir Yellès, Zérarti, mais aussi d'Angel Diaz-Ojeda, Jean de Maisonseul, Nallard et René Sintès, ainsi que des dessins d'enfants, présentée à Alger par Jean Sénac (Kabylie). Il est en 1964 membre fondateur de l'UNAP, participe à son premier Salon et, la même année, à l'exposition Peintres algériens au musée des arts décoratifs de Paris (Grande Kabylie, 1960 ; Rue à Alger, 1961 ; Terres rouges, 1963) et à l'exposition collective inaugurale. L'exposition réunit de sœvres de Aksouh, Baya, Benanteur, Bouzid, Guermaz, Maisonseul, Manton, Martinez, Nallard, Zérarti organisée à Alger par Jean Sénac à la galerie 54 (Palestro regroupé, 1961 ; Veille de marché, 1964 ; En tirant le mouton, 1964).
Mohamed Bouzid vit et travaille en France à partir de 1994, et enseigne les arts plastiques au Centre culturel algérien. Il meurt à Paris le 24 juin 2014.

## Œuvre
Mohamed Bouzid participe à de nombreuses expositions collectives à Alger (1958, 1963, 1964, 1965, 1974, 1980, 1981, 1983, 1994), à Bruxelles (1958) et à Paris (1964, 1999). Il présente des expositions particulières au centre culturel français d'Alger (1992), au centre culturel algérien de Paris (1996, 1997, 1999), à l'espace Richelieu de Paris (1998). Le Musée national des beaux-arts d'Alger lui consacre une rétrospective en mai 1999. En 2007 il fait partie de l'exposition Les membres fondateurs de l'Union Nationale des Arts Plastiques organisée à Alger à la galerie Mohamed Racim. Il a reçu le grand prix artistique de l'Algérie.
Mohamed Bouzid a réalisé des fresques dans la wilaya de Tizi-Ouzou et à Alger au ministère de la Jeunesse et des sports, à l'école Polytechnique, à l'hôtel El Aurassi, à la clinique de Chéraga ainsi qu'en Belgique à Malines. Il a participé à la décoration de navires de la CNAN et conçu des décors et costumes pour le théâtre et le CNC d'Alger.
À l'occasion du cinquantenaire de l'indépendance de l'Algérie et sous le haut patronage du président Abdelaziz Bouteflika, Une rétrospective lui est consacrée en décembre 2012 au Musée National des Beaux Arts d'Alger.

## Analyse
Bouzid éprouve le besoin « de fixer les scènes et types de la vie champêtre, d'en exprimer la sève, la couleur et la lumière. Il traduit avec une palette nuancée les divers moments de la vie paysanne, à laquelle sa sensibilité le rattache profondément, pour lui un artiste se doit de l'étre dans sa façon de vivre et non seulement devant un tableau.»

## Musées
- Alger, Musée national des Beaux-Arts :  Rue à Alger (1961, 81 × 50 cm), La brebis (1968), Kabylie[12]